# Споменик природе Церово стабло у Злокућанима
Споменик природе „Церово стабло у Злокућанима“, насељеном месту на територији општине Клина, на Косову и Метохији, представља споменик природе од 1985. године. Стабло цера (Quercus cerris L.) се налази на месту званом „ЦРКВА“.

## Решење - акт о оснивању
Решење о стављању под заштиту церовог стабла у Злокућанима број 01-352-8 - СО Клина. Службени лист САПК бр. 17/85.